# Игнатович, Николай Клементьевич
Николай Климентьевич Игнатович (1899—1950) — советский гидрогеолог, лауреат премии имени Ф. П. Саваренского (1949).
В 1925 году — окончил Московскую горную академию.
Участвовал в изысканиях подземных вод и экспертизах на Кавказе, Урале, в Казахстане, на Дальнем Востоке. Написал ряд работ по вопросам региональной гидрогеологии.
На основе обобщения обширного материала по гидрогеологии Русской платформы им впервые сформулированы главнейшие положения о зональности подземных вод.
Похоронен на Новодевичьем кладбище.

## Сочинения
- Псекупские минеральные источники, М.—Л., 1932 (Труды Гл. геологоразведочного упр. ВСНХ СССР, вып. 97)
- О закономерностях распределения и формирования подземных вод, «Доклады АН СССР. Новая серия», 1944, т. 45, № 3
- К вопросу о гидрогеологических условиях формирования и сохранения нефтяных залежей, там же, 1945, т. 46, № 5
- Зональность, формирование и деятельность подземных вод в связи с развитием геоструктуры, в кн.: Вопросы гидрогеологии, сб. 13, М., 1950.

## Награды
- Премия имени Ф. П. Саваренского (1949) — за работу по гидрогеологии Русской Платформы